# ポスト・ノミナル・レターズの一覧
ポスト・ノミナル・レターズは個人名の後に置かれ、個人が保持する地位、学位、資格、任務、軍事褒章や栄典、または修道会やフラタニティもしくはソロリティへの所属等を示す文字列である。
ポスト・ノミナル・レターズは複数列挙して用いることができるが、一部の地域では1つまたは少数のみ用いる慣例となっている場合もある。ポスト・ノミナル・レターズの順序は、勲章の序列や分類等に基づいて決められる。
称号が廃止された場合、存命中の受章者が使用し続けない限り、そのポスト・ノミナル・レターズが列挙されることはなくなる。

## スウェーデン
- 王立熾天使騎士団勲章（英語版）
  - RoKavKMO/RSerafO - ナイト
  - LoKavKMO/LSerafO - メンバー
- 北極星勲章（英語版）
  - KmstkNO - コマンダー・グランド・クロス
  - KNO1kl - コマンダー・ファースト・クラス
  - KNO2kl - コマンダー・セカンド・クラス
  - RNO1kl - ナイト・ファースト・クラス
  - RNO - ナイト

## セントルシア
セントルシア勲章 には7階級ある。
- GCSL - グランド・クロス
- SLC - セントルシア・クロス
- SLMH - セントルシア・メダル・オブ・オナー
- SLMM - セントルシア・メダル・オブ・メリット
- SLPM - セントルシア・レ・ピトン・メダル
- NSC - ナショナル・サービス・クロス
- NSM - ナショナル・サービス・メダル

## バチカン市国
- SI Jesuits - ソシエタス・イエス

## ポルトガル
- ONSCV - 王立ヴィラ・ヴィソーザ騎士団勲章（英語版）
- ROSMA - 王立翼天使聖ミカエル騎士団勲章（英語版）

## マレーシア
連邦政府および連邦直轄領におけるポスト・ノミナル・レターズ
- マレーシアのポスト・ノミナル・レターズ（英語版）

スルターンが統治する州におけるポスト・ノミナル・レターズ
- ジョホール州のポスト・ノミナル・レターズの一覧（英語版）
- クダ州のポスト・ノミナル・レターズの一覧（英語版）
- クランタン州のポスト・ノミナル・レターズの一覧（英語版）
- ヌグリ・スンビラン州のポスト・ノミナル・レターズの一覧（英語版）
- パハン州のポスト・ノミナル・レターズの一覧（英語版）
- ペラ州のポスト・ノミナル・レターズの一覧（英語版）
- プルリス州のポスト・ノミナル・レターズの一覧（英語版）
- スランゴール州のポスト・ノミナル・レターズの一覧（英語版）
- トレンガヌ州のポスト・ノミナル・レターズの一覧（英語版）

スルターンが存在しない州におけるポスト・ノミナル・レターズ
- マラッカ州のポスト・ノミナル・レターズの一覧（英語版）
- ペナン州のポスト・ノミナル・レターズの一覧（英語版）
- サバ州のポスト・ノミナル・レターズの一覧（英語版）
- サラワク州のポスト・ノミナル・レターズの一覧（英語版）